# Tiếng Kuy
Tiếng Kuy còn gọi là tiếng Kui hoặc tiếng Kuay (tiếng Thái: ภาษากูย; tiếng Khmer: ភាសាកួយ), là một ngôn ngữ thuộc ngữ chi Cơ Tu, ngữ hệ Nam Á được nói bởi người Kuy ở Đông Nam Á.
Tiếng Kuy được nói ở Isan, Thái Lan (bởi khoảng 300.000 người); các tỉnh Savannakhet, Salavan, Savannakhet và Sekong ở Lào (khoảng 64.000 người); và ở các tỉnh Preah Vihear, Stung Treng và Kampong Thom ở miền Bắc Campuchia (khoảng 7.500 người).

## Tên gọi
Các biến thể và phương ngữ bao gồm (Sidwell 2005: 11):
- Kui
- Kuy
- Kuay
- Koay
- Souei. Thuật ngữ "Souei" cũng được áp dụng cho các nhóm khác, chẳng hạn như một cộng đồng nói các ngôn ngữ Pear ở Campuchia.
- Soai
- Yeu
- Nanhang
- Kouy. Một cuốn sách bằng tiếng Pháp được xuất bản nói về biến thể này (Parlons Kouy).

## Phương ngữ
Van der haak & Woykos (1987-1988) đã xác định hai phương ngữ Kui chính ở các tỉnh Surin và Sisaket, miền đông Thái Lan, Kuuy và Kuay. Van der haak & Woykos cũng xác định các phương ngữ Kui mang nhiều nét khác biệt sau đây ở tỉnh Sisaket, Thái Lan.
- Kui Nhə: Huyện Sisaket (10 làng), Huyện Phraibung (5 làng), Huyện Rocationalai (4 làng). Khoảng 8.000 người.
- Kui Nthaw (Kui M'ai): Huyện Rocationalai (5 làng), huyện Uthumphon Phisai (9 làng). Tất cả làng đều sống xen kẻ với người nói tiếng Lào/Isaan.
- Kui Preu Yai: Phân khu Prue Yai, huyện Khukhan. Có thể đã di cư gần đây từ khu vực Mlu Prei của Campuchia.

Mann & Markowski (2005) đã ghi nhận bốn phương ngữ Kuy được nói ở bắc trung bộ Campuchia.
- Ntua
- Ntra: bao gồm tiểu phương ngữ Auk và Wa
- Mla: 567 người nói ở làng Krala Peas, huyện Choam Ksan, tỉnh Preah Vihear
- "Thmei"

Một loạt nhóm Kui/Kuy gọi là Nyeu (ɲə) được nói trong các làng Ban Phon Kho, Ban Khamin, Ban Nonkat, Ban Phon Palat, và Ban Prasat Nyeu ở tỉnh Sisaket, Thái Lan. Người Nyeu của Ban Phon Kho tuyên bố rằng tổ tiên của họ đã di cư từ Muang Khong, Amphoe Rocationalai, tỉnh Sisaket.
Ở tỉnh Buriram, tiếng Kuy được nói ở 4 huyện Nong Ki, Prakhon Chai, Lam Plai Mat và Nong Hong (Sa-ing Sangmeen 1992: 14). Trong huyện Nong Ki, các làng Kuy nằm ở mạn nam Yoei Prasat (เย้ยปราสาท) và ở mạn tây Mueang Phai (เมืองไผ่) (Sa-ing Sangmeen 1992: 16).

## Âm vị
Dưới đây là bảng âm vị của tiếng Kuy (Surin):

### Phụ âm
|              |           | Môi | Lợi | Ngạc cứng | Ngạc mềm | Thanh hầu |
| ------------ | --------- | --- | --- | --------- | -------- | --------- |
| Tắc/ Tắc-xát | vô thanh  | p   | t   | tɕ        | k        | ʔ         |
| Tắc/ Tắc-xát | bật hơi   | pʰ  | tʰ  | tɕʰ       | kʰ       | ʔ         |
| Tắc/ Tắc-xát | hữu thanh | b   | d   | dʑ        |          | ʔ         |
| Mũi          | Mũi       | m   | n   | ɲ         | ŋ        |           |
| Xát          | Xát       | f   | s   |           |          | h         |
| Âm chảy      | r-tính    |     | r   |           |          |           |
| Âm chảy      | cạnh      |     | l   |           |          |           |
| lướt         | lướt      | w   |     | j         |          |           |

### Nguyên âm
|          | Trước | Giữa | Sau  |
| -------- | ----- | ---- | ---- |
| Đóng     | i iː  | ɯ ɯː | u uː |
| Nửa đóng | e eː  | ɤ ɤː | o oː |
| Nửa mở   | ɛ ɛː  | ʌ ʌː | ɔ ɔː |
| Mở       |       | a aː | ɑ ɑː |

Nguyên âm cũng có thể được phân biệt bằng cách sử dụng giọng nhiều hơi:
|          | Trước | Giữa | Sau  |
| -------- | ----- | ---- | ---- |
| Đóng     | i̤ i̤ː  | ɯ̤ ɯ̤ː | ṳ ṳː |
| Nửa đóng | e̤ e̤ː  | ɤ̤ ɤ̤ː | o̤ o̤ː |
| Nửa mở   | ɛ̤ ɛ̤ː  | ʌ̤ ʌ̤ː | ɔ̤ ɔ̤ː |
| Mở       |       | a̤ a̤ː | ɑ̤ ɑ̤ː |

## Địa điểm
Dưới đây là danh sách các làng Kuy ở tỉnh Sisaket theo Van der haak & Woykos (1987-1988: 129). Dấu hoa thị (đặt trước tên làng) biểu thị các làng hỗn hợp dân tộc, trong đó dân tộc Kuy cư trú với dân tộc Lào hoặc Khmer.

### Kui Nhə
- Huyện Mueang Sasikket เมือง
  - Tambon Phonkho โพนค้อ: Phonkho โพนค้อ, Nong, Yanang, Klang, Non
  - Tambon Thum ทุ่ม: Khamin
- Huyện Phayu พยุห์
  - Tambon Phayu พยุห์: *Nongthum
  - Tambon Phromsawat พรหมสวัสดิ์: Samrong, Khothaw
  - Tambon Nongphek โนนเพ็ก: *Khokphek โคกเพ็ก
- Huyện Phraibung ไพรบึง
  - Tambon Prasatyae ปราสาทเยอ: Prasatyaenua ปราสาทเยอเหนือ, Prasatyaetai ปราสาทเยอใต้, Khawaw, Phonpalat, Cangun
- Huyện Rakenalai ราษีไศล
  - Tambon Mueangkhong เมืองคง: Yai ใหญ่
- Huyện Sila Lat ศิลาลาด
  - Tambon Kung กุง: Kung กุง, Muangkaw เมืองเก่า, *Chok

### Kui Nthaw/M'ai
Tất cả người Kui Nthaw/M'ai sống trong các ngôi làng hỗn hợp.
- Huyện Rakenalai ราษีไศล
  - Tambon Nong Ing หนองอึ่ง: *Tongton, *Huai Yai ห้วยใหญ่, *Dnmuang, *Kokeow, *Hang
- Huyện Uthumphornphisai อุทุมพรพิสัย
  - Tambon Khaem แขม: *Phanong, *Sangthong, *Sawai, *Nongphae, *Phae
- Huyện Pho Si Suwan โพธิ์ศรีสุวรรณ
  - Tambon Naengma หนองม้า: *Nongma หนองม้า, *Songhong, *Songleng, *Nongphae

### Kuay Prue Yai
- Huyện Khukhan ขุขันธ์
  - Tambon Prueyai ปรือใหญ่: Preu Yai, Makham, Pruekhan và làng số 12